# (32896) 1994 NM2
1994 NM2 (asteroide 32896) é um asteroide da cintura principal. Possui uma excentricidade de 0.20810800 e uma inclinação de 23.37977º.
Este asteroide foi descoberto no dia 12 de julho de 1994 por Timothy B. Spahr em Catalina Station.